# Бобров, Евгений Алексеевич
Евге́ний Алексе́евич Бобро́в (род. 5 декабря 1962) — российский офицер Военно-морского флота, подводник-гидронавт, капитан 1-го ранга. Испытатель глубоководной военной техники. Герой Российской Федерации (2013).

## Биография
Родился 5 декабря 1962 года в городе Фрунзе Киргизской ССР (ныне — город Бишкек, Кыргызстан).
В 1985 году окончил Высшее военно-морское училище подводного плавания (ВВМУПП) имени Ленинского Комсомола в городе Ленинград (с 1991 года — Санкт-Петербург) по специальности «минно-торпедное вооружение подводных лодок». 
По окончании ВММУПП служил на ракетных подводных крейсерах стратегического назначения Тихоокеанского флота, а затем на подводных лодках специального назначения Северного флота.
С 1990 года служил в войсковой части № 45707 в городе Петродворец (с 1997 года — Петергоф). Данное подразделение, подчинённое Главному управлению глубоководных исследований Министерства обороны Российской Федерации и состоящее из отряда подводников (гидронавтов) и 15-й Центральной научно-исследовательской лаборатории, занимается испытаниями и эксплуатацией глубоководных технических средств в различных районах Мирового океана. За время службы принимал участие в специальных мероприятиях на всех флотах Российской Федерации. В 2003 году окончил Военно-морскую академию имени Адмирала Флота Советского Союза Н. Г. Кузнецова в Санкт-Петербурге. 
Указом Президента Российской Федерации («закрытым») от 6 декабря 2013 года за мужество и героизм, проявленные при выполнении специального задания, капитану 1-го ранга Боброву Евгению Алексеевичу присвоено звание Героя Российской Федерации с вручением знака особого отличия — медали «Золотая Звезда». 
С 2017 года капитан 1-го ранга Е. А. Бобров — в запасе. 
Работает начальником экспедиционно-исследовательского отдела Центра подводных исследований Русского географического общества.
Живёт в Санкт-Петербурге. 
Капитан 1-го ранга.

## Награды
- Герой Российской Федерации;
- 3 ордена Мужества;
- медаль «За отвагу» (Россия);
- медали СССР и Российской Федерации.